# Paya (Panama)
Paya è un comune (corregimiento) della Repubblica di Panama situato nel distretto di Pinogana, provincia di Darién. Si estende su una superficie di 1111 km² e conta una popolazione di 639 abitanti (censimento 2010).